# Альтфатер, Василий Михайлович
Васи́лий Миха́йлович Альтфа́тер (4 (16) декабря 1883, Варшава — 20 апреля 1919, Москва) — российский и советский военачальник, контр-адмирал Русского императорского флота (10.10.1917). Первый командующий РККФ РСФСР (1918—1919).

## Биография

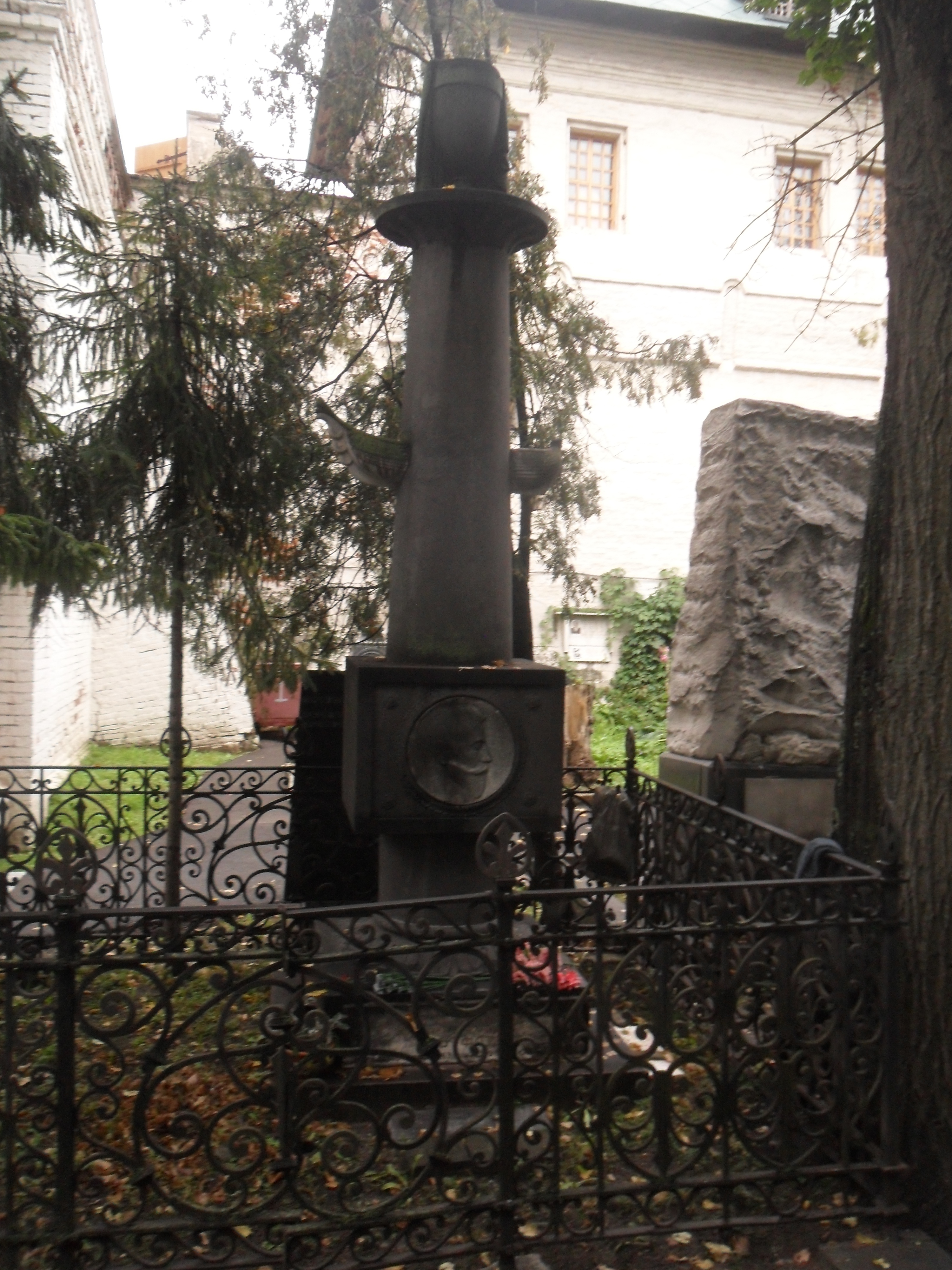
Могила Альтфатера на Новодевичьем кладбище.

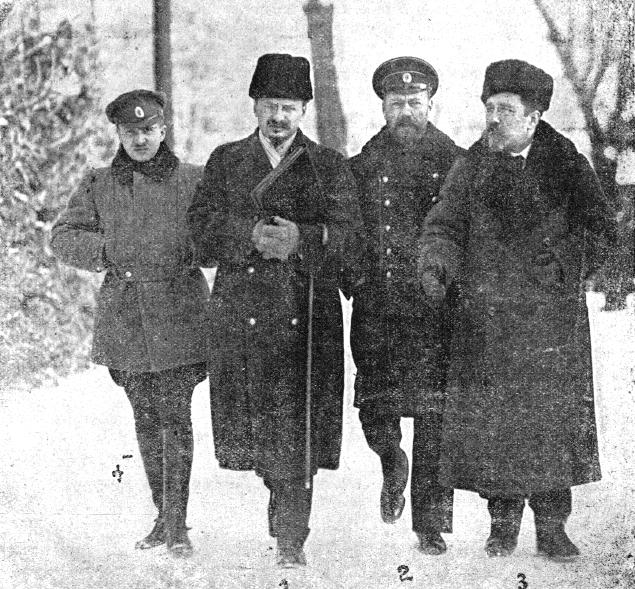
Советская делегация на переговорах в Бресте: В. Липский, Троцкий, Альтфатер и Каменев

Василий Михайлович Альтфатер родился 4 (16) декабря 1883 года в Варшаве в семье генерала от артиллерии, члена Государственного совета Михаила Егоровича Альтфатера (1860—1918).
Василий Альтфатер окончил Морской кадетский корпус в 1902 году. Служил вахтенным начальником на броненосце «Император Александр II», на миноносцах «Выносливый», «Внимательный». В 1902 году зачислен в Квантунский флотский экипаж. С 1903 года служил вахтенным начальником и младшим штурманским офицером на крейсере «Аскольд», переданном в состав Первой Тихоокеанской эскадры и вскоре ушёл на крейсере в Порт-Артур. Во время русско-японской войны принимал участие в обороне Порт-Артура. Во время войны Василий Альтфатер отличился при спасении экипажа эскадренного броненосца «Петропавловск» и в морском бою в Жёлтом море 28 июля 1904 года. После последнего боя с крейсером интернирован в Шанхае.
После возвращения в Россию зачислен во 2-й флотский экипаж Балтийского флота. В 1906 году поступил в академию.
В 1908 году окончил гидрографический отдел Николаевской Морской академии. Назначен штурманским офицером на канонерскую лодку «Бобр II». С 1909 по 1910 годы служил флагманским штурманом Штаба командующего 1-й Минной дивизией Балтийского моря, с 1910 года — флагманский штурманский офицер штаба командующего морскими силами Балтийского моря. Постоянно взаимодействовал с А. В. Колчаком. Когда в 1912 году Колчак стал командиром эсминца, Альтфатер занял его место в Морском Генштабе. В сентябре 1913 года назначен постоянным членом Временного морского крепостного совета крепости Императора Петра Великого с оставлением в занимаемой должности.
В Первую мировую войну с июля 1914 года был начальником Военно-морского управления при штабе главнокомандующего 6-й армией, с августа 1915 — начальником Военно-морского управления при главнокомандующем армиями Северного фронта. С января 1916 года исполнял должность флаг-капитана Морского штаба Верховного главнокомандующего (по Балтийскому морю).
При Временном правительстве занимал должность помощника начальника Морского генерального штаба.
В конце 1917 года Василий Альтфатер перешёл на сторону большевиков. Во время переговоров в Бресте с декабря 1917 года и заключения Брестского мира был морским экспертом от советской делегации. С февраля 1918 года был помощником начальника Морского генерального штаба. С мая 1918 года был членом коллегии Народного комиссариата по военным и морским делам.
15 октября 1918 года приказом Реввоенсовета Республики № 440 назначен членом Реввоенсовета, а 17 октября 1918 года приказом РВСР № 441 назначен на должность командующего морскими, речными и озёрными силами Республики.
Василий Михайлович Альтфатер умер в Москве 20 апреля 1919 года в результате сердечного приступа. В своих мемуарах немецкий генерал Макс Хоффманн, активный участник переговорного процесса по заключению Брестского мира, утверждал, что Альтфатер был убит. Похоронен на Новодевичьем кладбище (участок № 1, ряд 44, место 2). Лев Троцкий, находившийся в Вятке, 22 апреля отправил телеграмму с соболезнованиями:
Выражаю всем работникам МГШ и всем вообще военным морякам Красного флота искреннее соболезнование по поводу неожиданной кончины Альтфатера. Возрождающийся Красный флот имел неутомимого, компетентного, энергичного и честного работника. Его утрата для нас крайне тяжка. Память о нем будет жить в летописи флота.

## Семья
Василий Альтфатер был женат на Александре Константиновне Дессино, дочери генерал-лейтенанта Константина Николаевича Дессино.

## Память
- Памятник на могиле Василия Альтфатера был выполнен скульптором Сергеем Меркуровым за счёт военного ведомства.
- Имя «Альфатер» носили две канонерские лодки РККФ в годы Гражданской войны, входившие в состав Доно-Азовской флотилии и Военного флота Астраханского края, а также эсминец Каспийской военной флотилии (1921—1945, бывший «Туркменец-Ставропольский»)

## Воинские звания
- Корабельный гардемарин (1899)
- Старший унтер-офицер (1901)
- Мичман (6.05.1902)
- Старший лейтенант (6.12.1908)
- Капитан 2-го ранга (6.12.1912)
- Капитан 1-го ранга (10.04.1916, «за боевые отличия»)
- Контр-адмирал (10(23).10.1917)[8]

## Награды
- Ордена Святого Станислава 2-й (1909) и 3-й (1906) степеней
- Орден Святого Владимира 4-й степени с мечами и бантом (1914)
- Орден Святой Анны 2-й (1913), 3-й с мечами и бантом (1907) и 4-й (1904) степеней
- Орден Почётного легиона в степени кавалера (Франция, 1912)
- Крест «За Порт-Артур»

## Сочинения
- О приморских крепостях. Морской сборник, 1919, № 4. стр. 123—178, № 5—6. стр. 1—18.